# Theope pakitza
Espèce
Theope pakitza est une espèce d'insectes lépidoptères de la famille des Riodinidae et du genre Theope.

## Taxonomie
Theope pakitza a été décrit par Jason Piers Wilton Hall et Donald James Harvey (d) en 1998.

### Sous-espèces
- Theope pakitza pakitza
- Theope pakitza frejoense P. et C. Jauffret, 2010[2]

## Description
Theope pakitza est un papillon à l'apex des ailes antérieures anguleux et au dessus des ailes bleu outremer métallisé avec aux ailes antérieures de larges bordures costale et externe noires ne laissant qu'une plage bleue le long du bord interne, alors que les ailes postérieures sont de couleur bleue avec une petite bordure noire le long du bord costal.
Le revers est gris clair à reflets bleutés.

## Écologie et distribution
Theope pakitza est présent au Pérou.

### Protection
Pas de statut de protection particulier.